# ليندا مورابيتو
ليندا مورابيتو (بالإنجليزية: Linda A. Morabito)‏ كانت موظفة في شركة فضاء ورأت أن قمر المشتري القريب «لو» فيه سحابة وكان هذا أول بركان يكتشف خارج الأرض.